# 細川元全
細川 元全（ほそかわ もとよし）は、戦国時代の武士。通称は源五郎、後に刑部。『尊卑分脈』には名を元慶とするが、現存する発給文書の署名は全て「元全」である。

## 略歴
細川遠州家（上野氏）の細川勝益の三男として誕生。叔父である細川元治（玄蕃頭家）の養子となる。
永正の錯乱では養父に従って細川澄之討伐や細川高国擁立に加わる。その後、玄蕃頭家の家督を譲られるが、実権は養父が握っていた。永正8年（1511年）には京都にある元全の邸宅から出火している。永正12年（1515年）頃に通称を刑部に改める。
大永3年（1523年）に養父に先立って38歳で死去。